# Ruben Santiago-Hudson

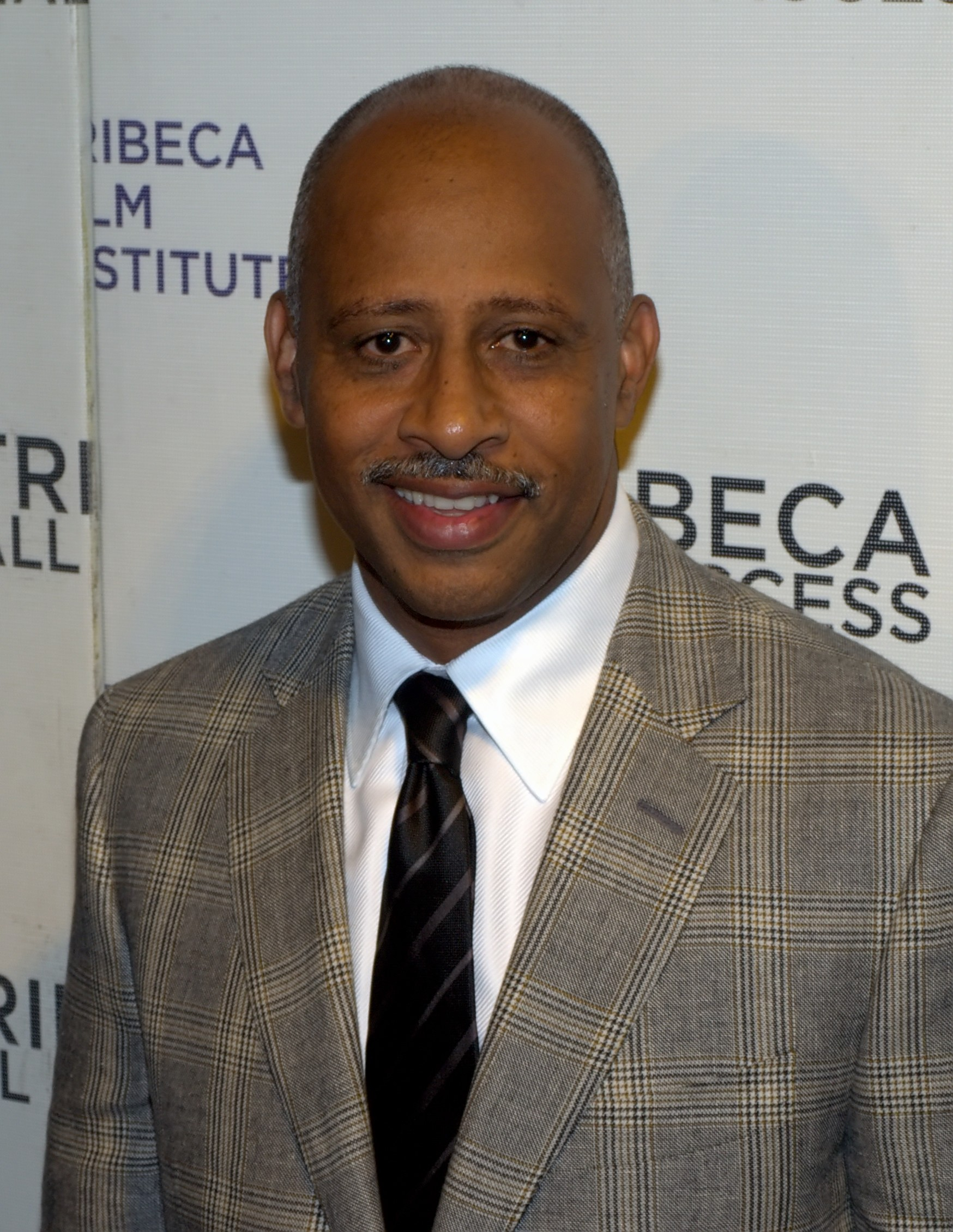
Ruben Santiago-Hudson (2010)

Ruben Santiago-Hudson (* 24. November 1956 in Lackawanna, New York) ist ein US-amerikanischer Schauspieler.

## Leben

### Privatleben
Ruben Santiago-Hudson wurde 1956 in Lackawanna im US-Bundesstaat New York als Sohn von Alean Hudson und Ruben Santiago, einem Eisenbahner, geboren. Sein Vater war Puerto-Ricaner und seine Mutter war Afroamerikanerin. Er besuchte die Lackawanna High School und machte seinen Bachelor-Abschluss an der Binghamton University, sowie seinen Master-Abschluss an der Wayne State University.
Als er 1983 nach New York kam, war er als Ruben Santiago bekannt. Er versuchte, eine Rolle im Puerto Rican Travelling Theatre zu bekommen und wurde gefragt, ob er Spanisch spreche, was er nicht tut. Als er bei der Negro Ensemble Company arbeiten wollte, „lachten sie und sagten: 'Wir haben keine Puertoricaner.'“ Also fügte er den Namen seiner Mutter, Hudson, hinzu und gewann schließlich eine Rolle in A Soldier's Play bei der Ensemble Company.
Er ist mit Jeannie Brittan verheiratet und hat zwei Kinder aus einer früheren Beziehung.

### Karriere
Seinen ersten Filmauftritt hatte Ruben 1988 in der romantischen Komödie Der Prinz aus Zamunda neben Eddie Murphy. Es folgten einige Gastauftritte in verschiedenen Fernsehserien wie Alles Okay, Corky?, Mein Lieber John, New York Cops – NYPD Blue, Gargoyles – Auf den Schwingen der Gerechtigkeit und New York Undercover. Von 1997 bis 1999 verlieh er in der Animationsserie Spawn dem Charakter Jess Chapel seine Stimme. 1999 folgte jeweils ein Gastauftritt in The West Wing – Im Zentrum der Macht und in Third Watch – Einsatz am Limit. 2001 schrieb er das autobiografiesche Theaterstück Lackawanna Blues, welches 2005 von HBO als Fernsehfilm adaptiert wurde. Die Adaption brachte ihm einen Humanitas-Preis, einen Christopher Award, sowie jeweils eine Nominierung für den Writers Guild of America und den Emmy ein.
Am Broadway spielte er im Musical Jelly’s Last Jam und im Drama Seven Guitars von August Wilson mit. Letzteres brachte ihm 1996 den Tony Award in der Kategorie Bester Nebendarsteller ein.
Von 2009 bis 2011 war er als Captain Roy Montgomery in der ABC-Krimiserie Castle neben Nathan Fillion und Stana Katić zu sehen. 2013 hatte er eine Hauptrolle als Charles Dawson in der ersten und einzigen Staffel der AMC-Serie Low Winter Sun.

## Filmografie (Auswahl)
- 1988: Der Prinz aus Zamunda (Coming to America)
- 1990: Alles Okay, Corky? (Life Goes On, Fernsehserie, Episode 1x16)
- 1990, 1992: Mein Lieber John (Dear John, Fernsehserie, 4 Episoden)
- 1990–2008: Law & Order (Fernsehserie, 6 Episoden)
- 1994: Bleeding Hearts
- 1994–1995: New York Cops – NYPD Blue (NYPD Blue, Fernsehserie, 2 Episoden)
- 1994, 1996: New York Undercover (Fernsehserie, 2 Episoden)
- 1995–1996: Gargoyles – Auf den Schwingen der Gerechtigkeit (Gargoyles, Fernsehserie, 3 Episoden, Stimme)
- 1997: Michael Hayes: Für Recht und Gerechtigkeit (Michael Hayes, Fernsehserie, 20 Episoden)
- 1997: Im Auftrag des Teufels (The Devil’s Advocate)
- 1997–1999: Spawn (Fernsehserie, 7 Episoden, Stimme)
- 1998: Das Fenster zum Hof (Rear Window, Fernsehfilm)
- 1999: Allein gegen die Zukunft (Early Edition, Fernsehserie, 2 Episoden)
- 1999: Ein Hauch von Himmel (Touched by an Angel, Episode 6x01)
- 1999: The West Wing – Im Zentrum der Macht (The West Wing, Fernsehserie, Episode 1x02)
- 1999: Third Watch – Einsatz am Limit (Third Watch, Fernsehserie, Episode 1x08)
- 2000: Shaft – Noch Fragen? (Shaft)
- 2001–2002: All My Children (Fernsehserie, unbekannte Anzahl Episoden)
- 2003: Whoopi (Fernsehserie, Episode 1x05)
- 2005: Lackawanna Blues (Fernsehfilm)
- 2005: Law & Order: Special Victims Unit (Fernsehserie, Episode 7x07)
- 2005: Die Liebe stirbt nie (Their Eyes Were Watching God, Fernsehfilm)
- 2007: Mr. Brooks – Der Mörder in Dir (Mr. Brooks)
- 2007: Honeydripper
- 2007: American Gangster
- 2009: Lügen macht erfinderisch (The Invention of Lying)
- 2009–2011, 2014: Castle (Fernsehserie, 52 Episoden)
- 2011: Person of Interest (Fernsehserie, Episode 1x03)
- 2013: Low Winter Sun (Fernsehserie, 9 Episoden)
- 2014: Selma
- 2015: Public Morals (Fernsehserie, 10 Episoden)
- 2016–2019, 2023: Billions (Fernsehserie, 9 Episoden)
- 2020: Ma Rainey’s Black Bottom (nur Drehbuch)
- 2022–2023: East New York (Fernsehserie, 21 Episoden)